# Прошкин, Андрей Александрович
Андре́й Алекса́ндрович Про́шкин (род. 13 сентября 1969, Москва) — российский кинорежиссёр, сценарист. Сын кинорежиссёра Александра Прошкина.

## Биография
Андрей Прошкин окончил факультет журналистики МГУ в 1994 году, а в 1999 году — Высшие курсы сценаристов и режиссёров (мастерская Марлена Хуциева). В 1994—2000 годах Андрей Прошкин работал вторым режиссёром в группах Карена Шахназарова и Александра Прошкина. В 1998—2000 годах был режиссёром телепрограмм на телеканалах РТР и РЕН ТВ. В 2002 году Андрей Прошкин снял свой дебютный фильм «Спартак и Калашников», завоевавший множество призов на российских и международных кинофестивалях, в том числе премию «Золотой орёл» — За лучший режиссёрский дебют в игровом кино.
Андрей Прошкин, вместе с Алексеем Германом, Эльдаром Рязановым, Александром Сокуровым, Юрием Норштейном, Даниилом Дондуреем, Александром Гельманом, Владимиром Досталем, Виталием Манским, Борисом Хлебниковым и Алексеем Германом мл., был в числе учредителей Союза кинематографистов и профессиональных кинематографических организаций и объединений «КиноСоюз». 
На первом съезде, состоявшимся в Москве 1—2 июля 2011 года, Андрей Прошкин избран председателем «КиноСоюза».
Член Киноакадемии стран азиатско-тихоокеанского региона (Asia Pacific Screen Awards).

## Личная жизнь
Жена — режиссёр монтажа Наталья Кучеренко.

## Общественная позиция
В марте 2014 года подписал письмо против развернутой антиукраинской кампании в России и ввода российских войск на Украину.
В 2018 году поддержал обращение Европейской киноакадемии в защиту заключённого в России украинского режиссера Олега Сенцова.
24 февраля 2022 года подписал открытое письмо КиноСоюза против полномасштабного вторжения России на территорию Украины.

## Фильмография

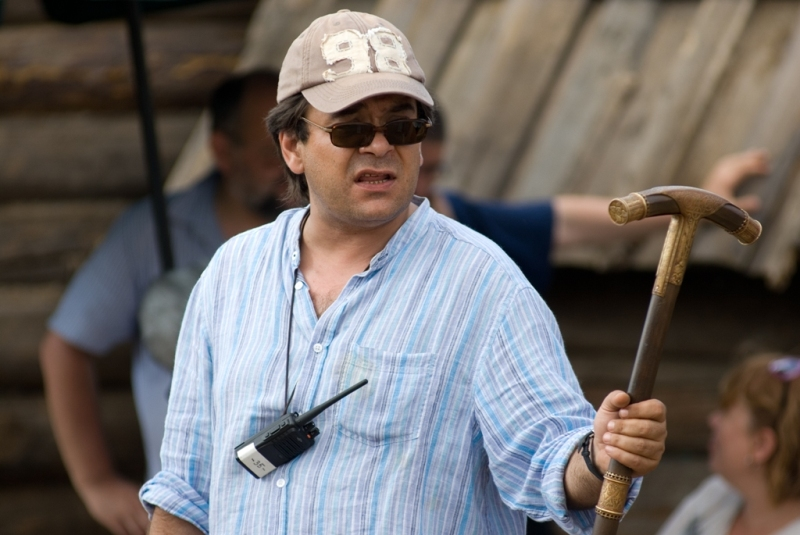
Андрей Прошкин на съёмках фильма «Орда», июль 2010

### Режиссёр
- 2002 — «Спартак и Калашников»
- 2002 — «Убойная сила 4», серия «Бабье лето»
- 2004 — «Игры мотыльков»
- 2005 — «Солдатский декамерон»
- 2007 — «Судебная колонка», серии «Ребёнок на заказ» и «Замуж за принца»
- 2009 — «Миннесота»
- 2010 — «Апельсиновый сок»
- 2012 — «Орда»
- 2014 — «Переводчик»
- 2015 — «Орлеан»
- 2017 — «Доктор Рихтер»
- 2018 — «Доктор Рихтер», 2 сезон
- 2021 — «Выжившие»
- 2022 — «Дело Бейлиса»

### Сценарист
- 2004 — «Игры мотыльков» (совместно с Владимиром Козловым)

### Актёр
- 2006 — «Связь» — доктор
- 2018 — «История одного назначения» — Милютин

## Награды и номинации
«Спартак и Калашников»
- 2002 — Главный приз МКФ «Кинотаврик» в Сочи
- 2002 — Приз за самый увлекательный фильм МКФ детских фильмов в «Артеке»
- 2002 — Приз «Сталкер» МФ фильмов о правах человека «Сталкер» в Москве)[8]
- 2002 — Специальный приз жюри конкурса «Дебют» открытого российского кинофестиваля «Кинотавр» в Сочи[9]
- 2002 — Премия «Золотой орёл» за лучший режиссёрский дебют в игровом кино[10]
- 2003 — Приз за лучший детский фильм МКФ Banff World Media Festival[англ.] в Банфе
- 2003 — Главный приз II МКФ детских и юношеских фильмов в Буэнос-Айресе (Festival Internacional de Cine «Nueva Mirada» para la Infancia y la Juventud)[11][12]
- 2003 — Главный приз МКФ детских и юношеских фильмов в Злине[чеш.]

«Игры мотыльков»
- 2004 — Приз зрительских симпатий МКФ «Меридианы Тихого» во Владивостоке
- 2004 — Приз детского фонда ЮНИСЕФ МФ фильмов о правах человека «Сталкер»[13]
- 2004 — Приз «Но пораженье от победы ты сам не должен отличать» открытого российского кинофестиваля «Кинотавр» в Сочи[9]
- 2004 — Специальный приз жюри «За отражение современных проблем молодёжи» на кинофестивале «Бригантина»

«Миннесота»
- 2009 — Гран-при им. В. Приемыхова кинофестиваля «Амурская осень» в Благовещенске[14]

«Апельсиновый сок»
- 2010 — Гран-при — приз конкурса зрительских симпатий "Великолепная семерка «МК» за лучший полнометражный игровой фильм VIII Московский фестиваль отечественного кино «Московская премьера»[15]

«Орда»
- 2012 — приз «Серебряный Георгий» за лучшую режиссёрскую работу на 34-м Московском международном кинофестивале[16]
- 2012 — Номинация на Азиатско-Тихоокеанскую кинопремию (Asia Pacific Screen Awards) за лучший фильм[3][17]
- 2012 — Номинация на национальную премию кинокритики и кинопрессы «Белый слон» за лучший фильм[18]
- 2013 — Премия «Золотой орёл» за лучшую режиссёрскую работу[19]. Фильм «Орда» претендовал на премию «Золотой орёл» в двенадцати номинациях, в том числе в номинации Лучший фильм[20].

«Переводчик»
- 2015 — Профессиональный приз Ассоциации продюсеров кино и телевидения в области телевизионного кино в категории «Лучшая режиссёрская работа»[21] и номинация на приз в категории «Лучший телевизионный фильм (1-4 серии)»[22]